# Jeg elsker - du elsker
Jeg elsker - du elsker er en svensk dramafilm fra 1968 instrueret af Stig Björkman. I hovedrollerne ses blandt andre Evabritt Strandberg, Sven Wollter og Agneta Ekmanner.

## Handling
Parret Helena og Sten har været sammen i et stykke tid, men nu begynder forholdet at blive udfordret. Helena venter barn og dette sætter gang i en kædereaktion i både deres liv og vennekreds.

## Medvirkende (i udvalg)
- Evabritt Strandberg som Helena
- Sven Wollter som Sten
- Agneta Ekmanner som Barbro
- Dexter Gordon som John
- Harriet Andersson som Olivia
- Gösta Ekman som Stan
- Elisabeth Söderström som Berit